# William Marsters
William Marsters (6 novembre 1831 - 22 mai 1899) est un explorateur britannique ayant colonisé l'atoll de Palmerston dans les îles Cook au début des années 1860.

## Biographie
William Marsters est né Richard Masters le 6 novembre 1831  à Walcote dans le Leicestershire. En 1856, après avoir participé à la ruée vers l'or en Californie, il s'installe à Penrhyn dans les îles Cook. Puis, au début des années 1860, il s'installe sur l'atoll de Palmerston avec ses trois femmes avec qui il aura 23 enfants.